# ウミト・ダヴァラ
ウミト・ダヴァラ（Ümit Davala, 1973年7月30日 - ）は、西ドイツ・マンハイム出身の元トルコ代表サッカー選手、サッカー指導者。現役時代のポジションはDFで、右サイドバックが主戦場だがサイドハーフやウイングもこなした。
2002年のワールドカップで日本を破る決勝ゴールを挙げた選手としても知られ、当時のモヒカンスタイルは話題となった。

## クラブ歴
地元マンハイムのユースクラブで育ち、ドイツ国内のトルコ系やトルコのクラブでプレー。イスタンブルスポルを経て、1997年にガラタサライSKに入団。スュペル・リグ3連覇を経験する。2000年にテュルキエ・クパス決勝でベシクタシュJKと対戦し、2ゴールを挙げ優勝に貢献した。同年にはUEFAカップでアーセナルFCを、UEFAスーパーカップでレアル・マドリードを破り、いずれもクラブの初優勝メンバーの一員となった。
2001年9月、ガラタサライ前監督ファティ・テリムの後を追って500万ユーロの移籍金でACミランへ加入。11月にテリムが解任されカルロ・アンチェロッティが新監督に就任するとポジションを失う。
2002年夏、ダリオ・シミッチとトレードされる形でインテルナツィオナーレ・ミラノに移籍。直後にガラタサライへシーズンローンとなる。
2003年7月にトーマス・シャーフ監督率いるヴェルダー・ブレーメンへレンタルされると、翌年7月から完全移籍へ移行する。22試合に出場しブンデスリーガとDFBポカールのダブルに貢献した。2004-05シーズンは負傷によりリーグ戦1試合の出場に止まる。2005年8月10日のFCバーゼル戦以降は出場機会がなく、同年10月に腰部を故障すると2005-06シーズンのウィンターブレイク明けまで回復が見込めなかったため12月にクラブとの契約を解除。2006年に現役を引退した。

## 代表歴
トルコ代表としてはUEFA EURO 2000、2002 FIFAワールドカップのメンバーに選出。日韓W杯では決勝トーナメント1回戦で日本を破る決勝点を挙げた。また準々決勝では、セネガルに対してイルハン・マンスズの決勝点となるクロスを上げ勝利。チームの3位入賞に貢献した。

## 引退後
現役引退後はフットサルの道へ進み、UEFAフットサル選手権では主将を務めた。
2007年からU-21トルコ代表の監督を1年間務める。2008年6月からガラタサライSKのアシスタントコーチに就任したが、同年10月に解任されている。2011年6月にガラタサライでアシスタントコーチに復帰するが、2013年9月にテリム監督と共にクラブを退団した。
2016年12月に2. リグ（トルコ3部リーグ）のトゥズラスポルでディレクターに就任すると、翌年2月から３か月間は同クラブを率いる。2018年1月にはガラタサライで3度目のアシスタントコーチを務めることが発表された。

## 人物
現役を引退して以降、ラッパーとして数曲リリースしている。

## 代表歴

### 出場大会
- トルコ代表
  - 2002 FIFAワールドカップ

### 試合数
- 国際Aマッチ 41試合 4得点（1996年-2004年）[16]

| トルコ代表 | 国際Aマッチ | 国際Aマッチ |
| 年         | 出場        | 得点        |
| ---------- | ----------- | ----------- |
| 1996       | 2           | 0           |
| 1997       | 0           | 0           |
| 1998       | 0           | 0           |
| 1999       | 4           | 0           |
| 2000       | 5           | 0           |
| 2001       | 9           | 1           |
| 2002       | 15          | 3           |
| 2003       | 5           | 0           |
| 2004       | 1           | 0           |
| 通算       | 41          | 4           |

## タイトル
ガラタサライ
- スュペル・リグ : 1996-97, 1997-98, 1998-99, 1999-00
- テュルキエ・クパス : 1995–96, 1998–99, 1999–00
- UEFAカップ : 1999-00
- UEFAスーパーカップ : 2000

ブレーメン
- ブンデスリーガ : 2003-04
- DFBポカール : 2003-04